# Axel Duwall
Axel Duwall, född 1667, död 1750, var en svensk friherre och militär. Han var son till Gustaf Duwall.
Duwall blev 1697 fänrik vid Livgardet, 1700 livdrabant. Som sådan följde han Karl XII under danska, ryska och polska krigen samt till Turkiet, där han deltog i kalabaliken i Bender. 1715 blev han överste för Närkes och Värmlands, och 1721 för Östgöta tremänningsinfanteriregemente. Duwall erhöll 1722 generalmajors avsked.